# I piccoli musici di Casazza
I Piccoli musici di Casazza è un coro polifonico di voci bianche con sede a Casazza, fondato dal maestro Mario Mora nel 1986 ed espressione della Scuola di Musica omonima.

## Storia
Nella sua attività artistica il coro è stato invitato a tenere concerti nell'ambito di importanti festival corali internazionali: il Festival Européen de Chorales d'Enfants, il Festival des Chœurs Lauréats, il Festival d'Ambronay in Francia, nonché nei festival di Basilea, di Montreux, di Legnano, di Aquilea, di Cagliari; il Festival Internazionale di Musiche Polifoniche "Voci d'Europa" di Porto Torres, la Rassegna Internazionale di Loreto, la Semana de Musica Religiosa di Cuenca, la Sagra Musicale Umbra.
Ha partecipato a concerti trasmessi da RAI, Mediaset e Radiotelevisione Svizzera ("Natale in Vaticano", "Un Papa di nome Giovanni", "Note di Natale", "Natale nel Duomo di Milano", "Christmas Time"). Nel 2007, nel 2008 e nel 2010 ha eseguito con l'orchestra sinfonica nazionale della RAI il Concerto di Natale trasmesso in eurovisione dalla Basilica di Assisi. Ha preso parte agli allestimenti di "Carmen", "Bohème", "Turandot", "Hansel e Gretel", "Mefistofele", "Rappresentatione di Anima et di Corpo", "Carmina Burana", Sinfonia N.3 di Mahler, "Il Piccolo Spazzacamino", "Costruiamo una città", "L'Arca di Noè", "Suor Angelica", "Il Piccolo Cantore", "Brundibar", "Passione secondo Matteo", "L'enfant et les sortileges", "War Requiem", "Elias". Ha collaborato con Ensemble Elyma nella Victoria Hall di Ginevra, Ensemble Delitiae Musicae di Verona, Orchestra Sinfonica del Conservatorio di Parigi e collabora con l'Orchestra Stabile di Bergamo, Orchestra e Coro Sinfonico G. Verdi di Milano e con l'Orchestra Sinfonica Nazionale della RAI.
Per l'ONU ha cantato a Ginevra alla presenza dei rappresentanti di 186 Nazioni in occasione del 10º Anniversario della Convenzione sui diritti dei fanciulli e a Milano in occasione della Giornata Nazionale della pace.
I Piccoli Musici di Casazza hanno partecipato Al Concerto di Natale 2007 trasmesso dalla RAI, in Eurovisione, (come avviene da diversi anni), dalla Basilica Superiore di ASSISI. Dal 2007 è stato ospite regolare per il Concerto di Natale da Assisi, esibendosi sia con brani propri che affiancando artisti di alto livello e fama mondiale. 
Nel 2008 gli è stato conferito dalla Fondazione "Guido d'Arezzo" il premio alla carriera "Guidoneum Award".
Il coro "I Piccoli Musici" è Ambasciatore Culturale dell'Europa per la Federazione dei Cori dell'Unione.

## Discografia
Ha inciso opere di Mendelssohn e Britten e una raccolta di canti e melodie internazionali, dal titolo "Around the World" per le Edizioni Carrara di Bergamo, i Vespri di Natale di Willaert e una raccolta di canti natalizi per la Stradivarius di Milano, giudicato dalla rivista francese "Repertoire" il miglior disco di Natale dell'anno 2000, per la Feniarco una raccolta di canti per bambini e ragazzi dal titolo "Giro Giro Canto 3". Infine, nel mese di Giugno del 2010 ha inciso il nuovo cd " Nativitas. A Christmas Festival", una raccolta dei brani più famosi natalizi.